# 하파란다시

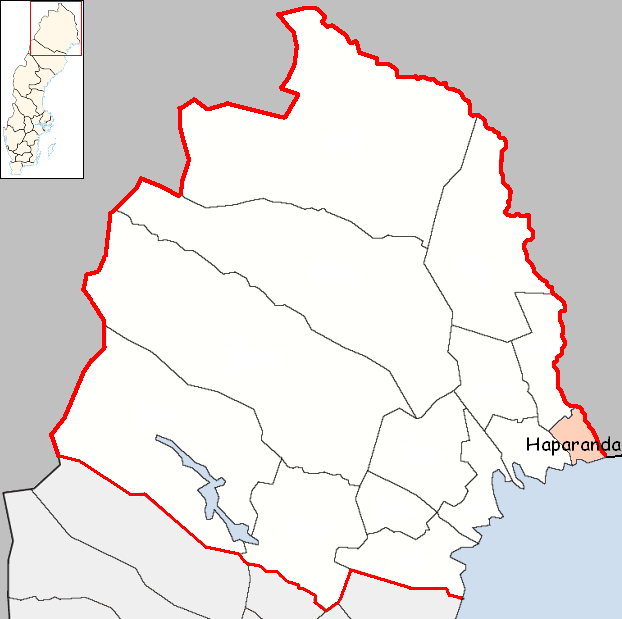
하파란다 시의 위치

하파란다시(스웨덴어: Haparanda kommun)는 스웨덴 노르보텐주에 위치한 지방 자치체로 행정 중심지는 하파란다이며 면적은 1,868.27km2, 인구는 9,864명(2016년 12월 31일 기준), 인구 밀도는 5.3명/km2이다.

시 문장

## 같이 보기
- 메앤키엘리